# Tours Volley-Ball 2017-2018
Questa voce raccoglie le informazioni riguardanti il Tours Volley-Ball nelle competizioni ufficiali della stagione 2017-2018.

## Organigramma societario
Area direttiva
- Presidente: Yves Bouget

Area organizzativa
- General manager: Pascal Foussard

Area tecnica
- Allenatore: Cédric Énard
- Allenatore in seconda: Thomas Royer

## Rosa
| N° | Nome                | Ruolo | Data di nascita  | Nazionalità sportiva |
| -- | ------------------- | ----- | ---------------- | -------------------- |
| 1  | Guillermo Hernán    | P     | 25 luglio 1982   | Spagna               |
| 2  | Hubert Henno        | L     | 6 ottobre 1976   | Francia              |
| 3  | Thomas Nevot        | P     | 11 giugno 1997   | Francia              |
| 4  | Vincent Lombard     | P     | 11 giugno 1997   | Francia              |
| 5  | Quentin Jouffroy    | C     | 4 luglio 1993    | Francia              |
| 7  | Svetoslav Gocev     | C     | 8 luglio 1992    | Bulgaria             |
| 8  | Žiga Štern          | S     | 2 gennaio 1994   | Slovenia             |
| 9  | Hermans Egleskalns  | S/O   | 12 giugno 1990   | Lettonia             |
| 10 | Jasper Diefenbach   | C     | 17 marzo 1988    | Paesi Bassi          |
| 11 | Théo Conré          | S     | 15 giugno 1997   | Francia              |
| 12 | Benjamin Henno      | S     | 9 marzo 1997     | Francia              |
| 13 | Moritz Reichert     | S     | 3 marzo 1996     | Germania             |
| 14 | Stanislas Rabiller  | S     | 22 febbraio 1992 | Francia              |
| 15 | Dimitri Huchot      | L     | 6 febbraio 1998  | Francia              |
| 16 | Antoine Girault     | C     | 12 luglio 1998   | Francia              |
| 17 | Antoine Fleury      | S/O   | 28 luglio 1997   | Francia              |
| 18 | Nathan Wounembaina  | S     | 11 ottobre 1985  | Camerun              |
| 19 | Konstantin Čupković | S     | 2 gennaio 1987   | Serbia               |
| 20 | Émile Raimond       | P     | 29 luglio 1997   | Francia              |